# Navalafuente
Navalafuente – miejscowość w Hiszpanii we wspólnocie autonomicznej Madryt, położona 58 km na północ od Madrytu. W Navalafuente jest jedno przedszkole publiczne. Ponadto istnieje kolegium podstawowej linii edukacyjnej.